# Высочайшее повеление
Высочайшее повеление — предписание, исходившее от верховной власти Российской империи (то есть от российского императора). Внешние отличия высочайших повелений от законов заключались в том, что для законов была необходима письменная форма, а высочайшие повеления могли быть словесными; всякий закон должен был обнародоваться Сенатом, а словесные повеления императора могли быть объявлены уполномоченными лицами:
- председателями общего собрания и департаментов Государственного совета;
- государственным канцлером иностранных дел;
- канцлерами орденов, вице-канцлерами, министрами и главноуправляющими частями государственного управления;
- командующим императорской главной квартирой;
- сенаторами, членами и обер-прокурором Святейшего синода;
- государственным секретарём, статс-секретарями, дежурными генерал-адъютантами;
- лицами, особо уполномоченными императором.

Устные повеления могли оглашать только придворные, непосредственно находящиеся при императоре; во всех других случаях требовалось объяснить, каким образом император сообщил свою волю посланцу.
В отличие от законов, суды принимали к вниманию только те повеления, которые были опубликованы в Своде законов или в Полном собрании законов, либо приложены к делу; согласно разъяснению Сената от 1875 года, ответственность за представление в суд высочайшего повеления в письменной форме лежала на стороне, ссылающейся на такое повеление.